# 田平村
田平村（たびらむら）は、長崎県北松浦郡にあった村。昭和の大合併で南田平村と新設合併し町制施行、田平町となった。
現在の平戸市田平町の北東部にあたる。

## 地理
北松浦半島の北西部に位置する。
- 山：石室山
- 河川：久吹川、坂瀬川、
- 島：横島（有人島）

## 沿革
- 1889年4月1日 - 町村制施行により、北松浦郡田平村が単独村制にて発足。
- 1954年4月1日 - 南田平村と新設合併し町制施行、田平町が発足し、田平村は自治体として消滅。

## 地名
免を行政区域とする。田平村は1889年の町村制施行時に単独で自治体として発足したため、大字は無し。
- 上亀免
- 小崎免
- 里免
- 下亀免
- 岳崎免
- 福崎免
- 横島免

## 交通

### 鉄道
- 日本国有鉄道
  - 松浦線

（南田平村） – 田平駅 – （新御厨町）

## 名所・旧跡
- 里田原遺跡